# 星あや
星 あや（ほし あや） こと （本名）星谷 安耶（ほしや あや、1985年1月23日 - ）は、日本の女性ファッションモデル。静岡県出身、164センチメートル（あるいは171センチメートル）。84-57-80。プラチナムプロダクション所属。
“星あやの雑誌”とまで言われたギャル系ファッション雑誌『Happie nuts〔ハピーナッツ〕』における活動や、その後に続く『EDGE STYLE〔エッジスタイル〕』への登場のほか、各種ファッションブランドの広告塔としての活動などから主に知られてきた。
日本最大級のファッションイベント『東京ガールズコレクション』の最多出場記録を保持（2010年時点）。“大人ギャル”の代表格と言われる。

## 略歴
静岡の伊豆（修善寺町）が地元で、修善寺町立南小学校から不二聖心女子学院中学校および高等学校を卒業。
女性ファッション雑誌『BLENDA〔ブレンダ〕』の読者モデルとなった17歳時にモデル活動を開始、そして19歳時にハピーナッツ誌の専属モデルとなった。峯村優衣の言によれば、星在籍当時のハピーナッツ誌はまさに星の雑誌と言えるような様相を呈していた。
2009年になるとテレビ東京『TOKYO DRIFT GIRLS』への出演を開始。4月における初登場から6月の終わりまでに重ねたこれへの登場数は13回にのぼった。そしてこの年の9月号をもってハピーナッツ誌を卒業。同号では“星あや卒業SPECIAL”と題した特集企画が組まれた。
ハピーナッツ誌の卒業からおおよそ一年を経て2010年―ちょうど25歳のときに自身初の書籍『星あやスタイル』〔HOSHIAYA STYLE〕を上梓。同年にはさらにハピーナッツ誌の6周年記念号にあたる11月号にて、依頼に基づく形で同誌への久々の登場を果たしたうえで、尾崎紗代子と並んで表紙を飾るなどしている。
女性誌『JELLY〔ジェリー〕』の姉妹誌にあたる『Gina〔ジーナ〕』が創刊するに至った2011年には、エリーローズ、大屋夏南、シャウラ、秋元梢、高橋真依子などの面々とともにさっそくその創刊第一号に登場。以降、同誌上への継続的な登場を見せるようになっている。
2013年には、1990年代から2000年代にかけて“ロコガール”と呼ばれる流行を作り上げた「伝説のブランド」として著名な「my favorite TIARA（マイフェイバリットティアラ）」が「DURAS」のプロデュースによりおよそ5年ぶりに復活、そのカタログモデルに起用される運びとなった。

## 出演

### 広告
- 『Jerry Girl』[20]
- 『SORD FISH』[20]
- 『GHOST OF HARLEM』[20]
- 『LIP SERVICE』[27]
- 『LANG FORD』[28]

### テレビCM
- 『パルティ：きわめろギャル道・ブリーチ～「ギャル道」篇』（ダリヤ、2008年5月1日より） 共/益若つばさ、菅野結以[29]
- 『MK CUSTOMER・1st for you.』（マツモトキヨシ、2009年1月1日より）[29]

### 音楽PV
- Lil'B

「キミに歌ったラブソング」
「願いごと一つキミへ」

### テレビ番組
- 『オビラジR』（TBS、2008年1月）[19]
- 『MOSTI.TV x GLITTER』（2009年）[20]
- 『TOKYO DRIFT GIRLS』（テレビ東京、2009年4月8日〜7月20日）[30]
- 『テイクミーアウト』（TBS、2009年11月19日〜12月3日）[30]

### その他
- ウェブサイト：『モデルcloset』（2010年2月9日開設） 共/荒木さやか、ありっくま、イケメグ、池田詩織、板橋瑠美、市倉利紗、小川さえこ、本戸亜杏沙、木村あすか、幸田えりか、さくりな、佐藤菜純、滝澤美代、二宮悠嘉、のりたえ、武藤静香[31]
- ゲームソフト：『クロヒョウ 龍が如く新章』（セガ、2010年9月22日発売） ― CG出演 共/手島優、中村アン[32]
- 書籍：『MODELs（モデルズ）』（2012年12月7日、ぶんか社） ― “カリスマと呼ばれたモデル”として、森摩耶、難波サキ、山本優希、高橋真依子、鈴木あや、ならびに三平智美とともに。[33]

## 作品

### 書籍
- 『星あやスタイル』（2010年7月3日、シンコーミュージック・エンタテイメント）

### DVD
- 『パラ族～パラパラじゃないか～』（2006年12月）[19]
- 『Girls Collection Vol.1』（2007年9月）[19]
- 『小悪魔蝶々～嬢王への道～』（2009年3月）[19]